# Ebschied
Das Dorf Ebschied liegt inmitten der Mittelgebirgslandschaft des Hunsrück in der Verbandsgemeinde Kastellaun im Rhein-Hunsrück-Kreis, Rheinland-Pfalz.

## Geschichte
Ebschied gehörte mit Schnorbach und anderen Orten bis 1295 den Grafen von Kessel an der Maas. Die Pfalzgrafen kauften den Ort schließlich. Um das Jahr 1310, nach neueren Erkenntnissen des Landeshauptarchiv Koblenz wohl 1330–1335, wird der Ort unter dem Namen Erpscheit im Sponheimischen Gefälleregister der Grafschaft Sponheim erwähnt. Mitte des 14. Jahrhunderts führte Walram von Sponheim deshalb eine Fehde gegen die Pfalzgrafen, musste die Zugehörigkeit zur Pfalz jedoch anerkennen. 1410 gelangte der Ort schließlich zum neugegründeten Herzogtum Simmern.
Ebschied war bis 1974 eine eigenständige Gemeinde. Seit dem 17. März 1974 gehört der Ort zur Ortsgemeinde Braunshorn.

## Politik

### Ortsvorsteher
Ortsvorsteher des Ortsbezirks Ebschied ist Markus Becker. Da er auch zum Ortsbürgermeister der Ortsgemeinde Braunshorn gewählt wurde, übt er beide Ämter in Personalunion aus.

## Personen
Fritz Schmoll (* 25. Mai 1913, † 30. Juli 1946, hingerichtet) war Leiter des Gestapo-Lagers Neue Bremm.